# Альбертвілл (Саскачеван)
Альбертвілл (англ. Albertville) — село в канадській провінції Саскачеван за 25 км на північний схід від м. Принс-Альберт. Історичною будівлею у селі є Римсько-католицька церква св. Жака.

## Населення

### Чисельність
| 2001 | 2006 | 2011 | 2016 |
| ---- | ---- | ---- | ---- |
| 132  | 110  | 140  | 86   |